# Chorasan (islamistische Gruppierung)

Die von der Mutterorganisation al-Qaida benutzte Schahāda vor schwarzem Hintergrund

Chorasan (oder Khorasan, arabisch جماعة خراسان, DMG ǧamāʿat Ḫurāsān) bezeichnet eine islamistische Gruppierung, die der al-Qaida nahesteht und die nach Syrien migrierte. Sie ist ein Ableger der al-Nusra-Front. Die Mitglieder kommen aus verschiedenen Ländern und haben angeblich mit jemenitischen Bombenbauern zusammengearbeitet, insbesondere mit Ibrahim Hassan al-Asiri alias al-Chorasani, der einer al-Qaida-Filiale im Nahen Osten angehört und Anschläge auf Zivilflugzeuge auf dem Weg in die Vereinigten Staaten geplant haben soll.
Bei einem Treffen von Spitzenbeamten der Nachrichten- und Geheimdienstbranche am 18. September 2014 in Washington, D.C. sagte der Director of National Intelligence James R. Clapper, die Chorasan-Gruppe könne im Hinblick auf die Bedrohung der USA „eine ebenso große Gefahr sein wie der Islamische Staat“. Die Organisation wurde vermutlich vom al-Qaida-Mitglied Muhsin al-Fadhli angeführt, der für al-Qaida ziemlich wichtig war, da er von den Anschlägen des 11. September 2001 bereits vorher Bescheid wusste. Die Mitglieder emigrierten nach der US-Invasion in Afghanistan in den Iran.
Im Rahmen der Ausweitung der Luftoffensive der internationalen Allianz gegen den Islamischen Staat auch auf Syrien wurde die „Khorasan-Gruppe“ von der US Navy ins Visier genommen. Wie das US-Department of Defense (DoD) und das CENTCOM mitteilten, wurden in der Nacht auf den 23. September 2014 acht Luftschläge gegen Ziele der Gruppe westlich von Aleppo durchgeführt. Dabei wurden den Angaben zufolge Trainingscamps, eine Produktionsstätte für Munition und Explosivstoffe, eine Kommunikationszentrale sowie Kommando- und Kontrolleinrichtungen von Tomahawk-Marschflugkörper zerstört, die von den Schiffen Arleigh Burke (zu diesem Zeitpunkt im Roten Meer) und Philippine Sea (im Persischen Golf) abgefeuert worden waren. An diesen Luftschlägen waren ausschließlich US-Einheiten beteiligt.
Meldungen aus nachrichtendienstlichen Kreisen zufolge erwiesen sich diese Luftschläge aber keinesfalls als der der Gruppe zugedachte vernichtende Schlag, weil deren führende Mitglieder sich (wohl wegen des internationalen Medieninteresses) vor dem Bombardement vorsichtig geworden waren und sich rechtzeitig zerstreut hatten. Als ein weiterer Grund wurde das Fehlen von Informanten und entsprechenden technologischen Aufklärungsmitteln im Bereich des Zielgebiets bzw. in Syrien selbst genannt.
In einem Fernsehinterview mit Al Jazeera Ende Mai 2015 behauptete der Anführer der al-Nusra-Front Abu Mohammed al-Jawlani, eine solche Gruppe existiere nicht und sei eine Erfindung der Amerikaner. Die bombardierten Ziele seien Einrichtungen seiner Organisation gewesen. Die Gruppe sei erfunden worden, um die Bombardierung der Hauptquartiere al-Nusras gegenüber der dortigen Bevölkerung begründen zu können. Zudem sei so eine Legitimation für eine erneute Bombardierung gefunden worden, obwohl kein brauchbarer Anspruch auf Selbstverteidigung oder eine Genehmigung durch die UNO vorlegen habe.
Am 8. Juli 2015 wurde nach Angaben des Pentagon Muhsin al-Fadhli getötet, einer der führenden Köpfe der Chorasan. Al-Fadhli sei in der Nähe von Sarmada im Norden Syriens durch einen Luftangriff getötet worden. Die US-geführte Koalition hatte ihn ins Visier genommen, als er in einem Fahrzeug nahe der Grenze zur Türkei unterwegs war. Er war einer der wenigen Vertrauten von Osama bin Laden, der schon vor den Terroranschlägen vom 11. September 2001 in die Angriffspläne auf das World Trade Center eingeweiht war. Das US-Außenministerium hatte auf al-Fadhli ein Kopfgeld in Höhe von sieben Millionen Dollar ausgesetzt.
Am 18. Oktober 2015 vermeldete das US-Militär, dass Sanafi al-Nasr bei einem Luftschlag in Syrien getötet wurde.

## Name
Der Name Khorasan oder Chorasan stammt von der Bezeichnung für die historische Region in Zentralasien im Gebiet der heutigen Staaten Afghanistan, Iran, Tadschikistan, Usbekistan und Turkmenistan. Die Bezeichnung für die Gruppe wurde wahrscheinlich durch Geheimdienste gewählt. Hadithe, die aus dem Fitan von Nuʿaim und dem Ahwal von Safarini stammen, überliefern, dass Mohammed sagte, die Ankunft des Mahdi werde durch das Schwarze Banner, die Flagge des Dschihad, signalisiert.